# Козлов Берег (Псковская область)
Козлов Берег — деревня в Гдовском районе Псковской области России. Входит в состав Добручинской волости Гдовского района.
Расположена на берегу Чудского озера, в 25 км к северу от Гдова и в 13 км к северо-западу от волостного центра, деревни Добручи.

## Население
Численность населения деревни на 2000 год составляла 22 человека, по переписи 2002 года — 39 человек.